# Cabañas (kommun i Honduras, Departamento de La Paz)
Cabañas är en kommun i Honduras.   Den ligger i departementet Departamento de La Paz, i den sydvästra delen av landet, 90 km väster om huvudstaden Tegucigalpa. Antalet invånare är 2 291. Arean är 152 kvadratkilometer.
Terrängen i Cabañas är huvudsakligen kuperad, men västerut är den bergig.